# Festival Internacional de Cinema de Valdivia
El Festival Internacional de Cinema de Valdivia (FICV o FICVALDIVIA) és un festival de cinema realitzat anualment a la ciutat xilena de Valdivia, a la Regió de Los Ríos. La seva primera versió es va realitzar el 1994 sota el nom de Valdivia Cinema & Vídeo, el qual va ser modificat al seu nom actual el 1998.
El Festival és un dels esdeveniments cinematogràfics i culturals de més gran rellevància a nivell nacional. A l'any 2010, s'havien exposat en ell ja més de quatre mil produccions cinematogràfiques, tant nacionals com internacionals. Els guanyadors de cada categoria són guardonats amb l'estatueta d'un pudu daurat.

## Edicions

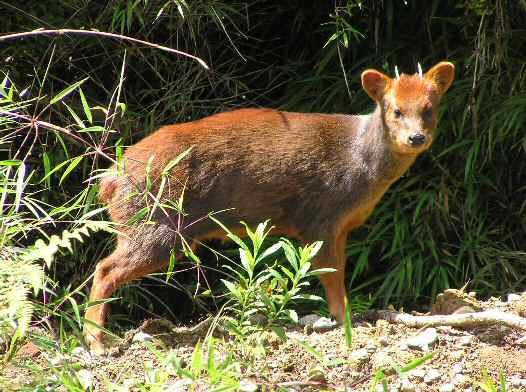
El trofeu d'una estatueta d'un pudu és el principal premi del Festival que s'atorga en cada certamen.

El festival es realitza anualment durant una setmana del segon semestre, normalment durant el mes d'octubre.
| Edició | Data          | Any  | Guanyadora internacional       | Guanyadora nacional        |
| ------ | ------------- | ---- | ------------------------------ | -------------------------- |
| 1.ª    | octubre       | 1994 | —                              | Wichan                     |
| 2.ª    |               | 1995 | —                              | Largadistancia             |
| 3.ª    |               | 1996 | Cuesta abajo                   | El último cierra la puerta |
| 4.ª    | 10/10 - 15/10 | 1997 | Tesis                          | —                          |
| 5.ª    | 25/09 - 02/10 | 1998 | Martín (Hache)                 | —                          |
| 6.ª    | 21/09 - 25/09 | 1999 | Tierra                         | —                          |
| 7.ª    | 30/09 - 06/10 | 2000 | Amores perros                  | Mi famosa desconocida      |
| 8.ª    | 29/09 - 05/10 | 2001 | In the Mood for Love           | —                          |
| 9.ª    | 28/09 - 04/10 | 2002 | A la izquierda del padre       | Estación de invierno       |
| 10.ª   | 18/10 - 24/10 | 2003 | Los lunes al sol               | Cesante                    |
| 11.ª   | 25/09 - 01/10 | 2004 | Machuca                        | Machuca                    |
| 12.ª   | 30/09 - 06/10 | 2005 | L'enfant endormi               | Mi mejor enemigo           |
| 13.ª   | 25/08 - 30/08 | 2006 | L'enfant                       | Días de campo              |
| 14.ª   | 05/10 - 10/10 | 2007 | Still Life                     | Mirageman                  |
| 15.ª   | 03/10 - 08/10 | 2008 | Aquel querido mes de agosto    | El regalo                  |
| 16.ª   | 15/10 - 20/10 | 2009 | La Pivellina                   | La nana                    |
| 17.ª   | 14/10 - 19/10 | 2010 | Verano de Goliat               | Perro muerto               |
| 18.ª   | 11/10 - 16/10 | 2011 | Nana                           | Música campesina           |
| 19.ª   | 02/10 - 07/10 | 2012 | De jueves a domingo            | Donde vuelan los cóndores  |
| 20.ª   | 07/10 - 13/10 | 2013 | E Agora? Lembra-Me             | Raíz                       |
| 21.ª   | 07/10 - 12/10 | 2014 | Waiting for August             | Los castores               |
| 22.ª   | 05/10 - 11/10 | 2015 | Motu Maeva                     | Atrapados en Japón         |
| 23.ª   | 10/10 - 16/10 | 2016 | The dazzling light of sunset   | Mala Junta                 |
| 24.ª   | 09/10 - 15/10 | 2017 | Baronesa                       | Tierra sola                |
| 25.ª   | 08/10 - 15/10 | 2018 | Still Recording                | Los Sueños del Castillo    |
| 26.ª   | 07/10 - 13/10 | 2019 | So Pretty                      | Lina de Lima               |
| 27.ª   | 05/10 - 14/10 | 2020 | Mes chers espions              | Cantos de Represión        |
| 28.ª   | 11/10 - 17/10 | 2021 | Mis hermanos sueñan despiertos | Al amparo del cielo        |
| 29.ª   | 09/10 - 15/10 | 2022 | Sobre Las Nubes                | 1976                       |
| 30.ª   | 09/10 - 15/10 | 2023 | Here                           | El que baila pasa          |

## Seus oficials

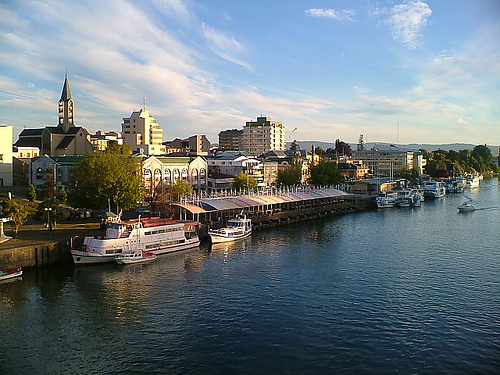
la Ciutat de Valdivia.

Les seus oficials del festival són les següents: 
- Aula Magna Universitat Austral de Xile
- Teatre Municipal Lord Cochrane
- Sales 2, 3 i 5 de Cineplanet Valdiva
- Aula Magna Universitat Sant Sebastià seu Valdivia
- Teatre Cervantes
- Cinema Club de la Universitat Austral de Xile
- Sala Paranimf de la Universitat Austral de Xile
- Heliport cinema a l'aire lliure

Des de 2013, el director Bruno Bettati ha plantejat la necessitat que el festival compti amb una infraestructura pròpia, que permeti continuar ampliant l'envergadura de l'esdeveniment.